# Мартин Почобут-Одляницький
Мартин Почобут-Одляницький (біл. Марцін Пачобут-Адляніцкі, лит. Martynas Počobutas-Odlianickis, пол. Marcin Poczobutt-Odlanicki; 30 вересня 1728, село Слом'янка Гродненського повіту — 20 лютого 1810, Динабург (нині Даугавпілс)) — польсько-литовський єзуїт, просвітник, астроном, математик, ректор Головної Віленської школи (1780—1803).

## Біографія
Вчився в гродненській єзуїтській колегії (1740—1743). У 1745 вступив в орден єзуїтів, дворічний новіціат пройшов у Вільні. Потім вчився в Слуцькій педагогічної семінарії і в Полоцькій єзуїтській колегії. У 1753—1754 вивчав філософію у Віленській єзуїтській академії і університеті, зацікавився астрономією і для вдосконалення знань був направлений до Праги. У 1756 повернувся і продовжив заняття теологією і астрономією. Отримавши в 1761 ступінь бакалавра теології, знов виїхав за кордон для вдосконалення знань в астрономічних обсерваторіях Марселя, Авіньйона, Неаполя. Після повернення у Вильну в 1764 здобув ступінь магістра філософії і вільних наук. З того ж 1764 професор Віленської єзуїтської академії і університету, яку в 1780 реорганізував в Головну віленську школу і став її ректором (1780—1803). У 1778 вибраний членом-кореспондентом Французької академії наук. Під час повстання 1794 року Почобут увійшов до складу тимчасового уряду повстанців в Литві.
Після приєднання Польщі до Росії Одляницький, користуючись заступництвом князя Репніна, завжди добивався або нових пільг для вченого товариства, що знаходилося в його веденні, або нових асигнувань на свою обсерваторію.
У 1797 році Одляницький передав завідування обсерваторією Снадецькому, а в 1799 році відмовився і від посади ректора академії. У 1804 Одляницький склав з себе і обов'язку ректора віленського університету. Незабаром після того, маючи вже понад 80 років, він відмовився від всіх почестей і навіть від сану єпископа (для чого йому потрібно було поїхати до Риму) і до 1808 року займався лише астрономічними спостереженнями в обсерваторії, поки різні неприємності і хвороби не примусили його залишати і обсерваторію. Одляницький залишив і Вільно і переїхав на постійне проживання в єзуїтський Динабурзький монастир, де і жив до самої своїй смерті.

## Діяльність

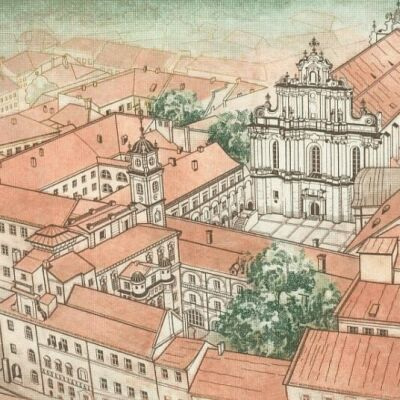
Двір Обсерваторії. Фрагмент банкноти 100 літів

Брав участь в діяльності Едукаційної комісії, що реформувала систему освіти в Речі Посполитій. За його ініціативою в Головній школі було установлено два відділення — фізичне, тобто природних наук з факультетами математики, фізики, і медицина, і відділення моральних наук з факультетами логіки і права. За пропозицією Почобута в Головну школу були запрошені Жан Еммануель Жилібер, Єронім Стройновський і інші учені.
Завершив будівництво віленської астрономічної обсерваторії, почате Томашем Жебровським, в комплексі університетських будівель і був її першим директором (1765—1807). За його вказівками архітектор Мартин Кнакфус звів прибудову до обсерваторії з двома симетричними бічними баштами, призначеними для астрономічних спостережень.
Почобут піклувався про придбання для обсерваторії новітнього астрономічного устаткування. Під його керівництвом впродовж тридцяти років велися практичні спостереження. Вони відбивалися в спеціальних рукописних журналах, в яких щодня фіксувалися розташування небесних тіл, їхній рух тощо. Після відвідин Мартином Почобутом обсерваторій в Англії, Данії, Німеччині, Голландії, Франції (1768—1769) у віленській обсерваторії були організовані спостереження за сонячними плямами і розробка способів визначення відстані між Землею і Сонцем. З астрономічних робіт особливо заслуговують на увагу спостереження над Меркурієм, що послужили Лаланду матеріалом для складання нових астрономічних таблиць. Спостерігав комети, астероїди, затемнення Сонця і Місяця. У 1773 розрахував положення 16 зірок, розташованих недалеко від сузір'я Щита Собесського. У 1777 сформував з дрібних зірок сузір'я Телець Понятовського, розташоване недалеко від Ерідана і назване на честь останнього польського короля Станіслава Августа Понятовського. Почобут вважав, що група зірок, з якої він сформував нове сузір'я, схоже на астерізм Гіади в Тельці. Сузір'я Телець Понятовського в науці не було прийняте.
Крім астрономії займався також геодезією і картографією. 24 лютого 1766 встановив точні географічні координати Вільни, розрахував географічну довготу, на якій лежить Гродно, і уточнив довготу Вільни. За зауваженням литовського історика Альфредаса Бумблаускаса, 5 серпня 1793 під час засідань сейму в Гродно, який мав скасувати Конституцію 3 травня і схвалити новий договір між Річчю Посполитою і Російською імперією, і тим самим затвердити другий поділ Речі Посполитої, Станіслав Август вирушив разом з Почобутом і російським посланником Я. Ю. Сиверсом в розташований неподалік Аугустув спостерігати сонячне затемнення. Під час цих спостережень був отриманий важливий науковий результат — уточнені географічні координати Вільни і встановлені координати Гродно. За іронією історії, з уточненим розташування столиці Великого князівства Литовського на карті з політичної карти Європи зникла сама держава.
Автор низки робіт з астрономії й перекладу праці з геометрії.
На вшанування пам'яті про науковця великий метеоритний кратер на зворотному боці Місяця носить його ім'я.

## Твори
- Początki geometryi, dzieło Clairaut, przekład z francuskiego. Wilno, 1772.
- Calculus eclipseos lunaris, quae accidit die 14 Febr. 1766 pro observatorio Academiae Vilnensis. Wilno.
- Cahier des observations astronomiques faites а l'Observatoire royale de Vilno en 1773. Wilno, 1777.
- О dawności Zodyjaku Egipskiego w Denderach. Wilno, 1803.
- Observations ad determinandam Positionen 16 stellarum, e quibus constellalio Viteli Poniatoviani formatur. 1785.

## Виноски
1. ↑  Alfredas Bumblauskas. Senosios Lietuvos istorija. 1009—1795. Vilnius: R. Paknio leidykla, 2005. ISBN 9986-830-89-3. P. 416